# 경남혜림학교
경남혜림학교는 경상남도 창원시 마산회원구 합성동에 있는 공립 특수학교이다. 지적장애 학생을 위한 특수교육기관으로 유치부, 초등부, 중학부, 고등부, 전공과를 두고 있다.

## 연혁
- 1969년 3월 19일 : 경남국민학교로 개교
- 1976년 12월 24일 : 경남혜림학교로 변경